# Javier Manterola Armisén
Javier Manterola Armisén   (Pamplona, 17 de juny de 1936 - Tres Cantos, 12 de maig de 2024) va ser un enginyer navarrès, doctor Enginyer de Camins, Canals i Ports i catedràtic de l'Escola Tècnica Superior d'Enginyers de Camins de Madrid.
Va ser reconegut internacionalment pel seu treball com a dissenyador de ponts, i va ser autor de centenars de projectes, en solitari o conjuntament amb arquitectes com Rafael Moneo. El 2005 va obtenir el Premi Príncep de Viana de la Cultura, atorgat pel govern navarrès. Manterola va ser també membre de la Reial Acadèmia de Belles Arts de San Fernando.